# 美作滝尾駅
美作滝尾駅（みまさかたきおえき）は、岡山県津山市堀坂にある、西日本旅客鉄道（JR西日本）因美線の駅である。

## 歴史
駅名の由来は以前の所在地自治体名であった滝尾村（1954年津山市に編入）より。開業時、既に九州の大分県に滝尾駅が存在したため、規定に従い当地の旧国名を取って「美作滝尾駅」と命名された。

### 年表
- 1928年（昭和3年）3月15日：鉄道省因美南線美作加茂 - 東津山 - 津山間開通時に開設[1]。
  - 当時の所在地表示は岡山県勝田郡滝尾村堀坂[1]であった。
- 1954年（昭和29年）7月1日：滝尾村が津山市に編入され、所在地表示が岡山県津山市堀坂となる。
- 1963年（昭和38年）4月1日：業務委託駅となる（日本交通観光社に委託）[2]。
- 1970年（昭和45年）10月1日：貨物・荷物扱い廃止[3]、無人駅化[4]。
- 1987年（昭和62年）4月1日：国鉄分割民営化に伴い、JR西日本の駅となる[3]。

## 駅構造

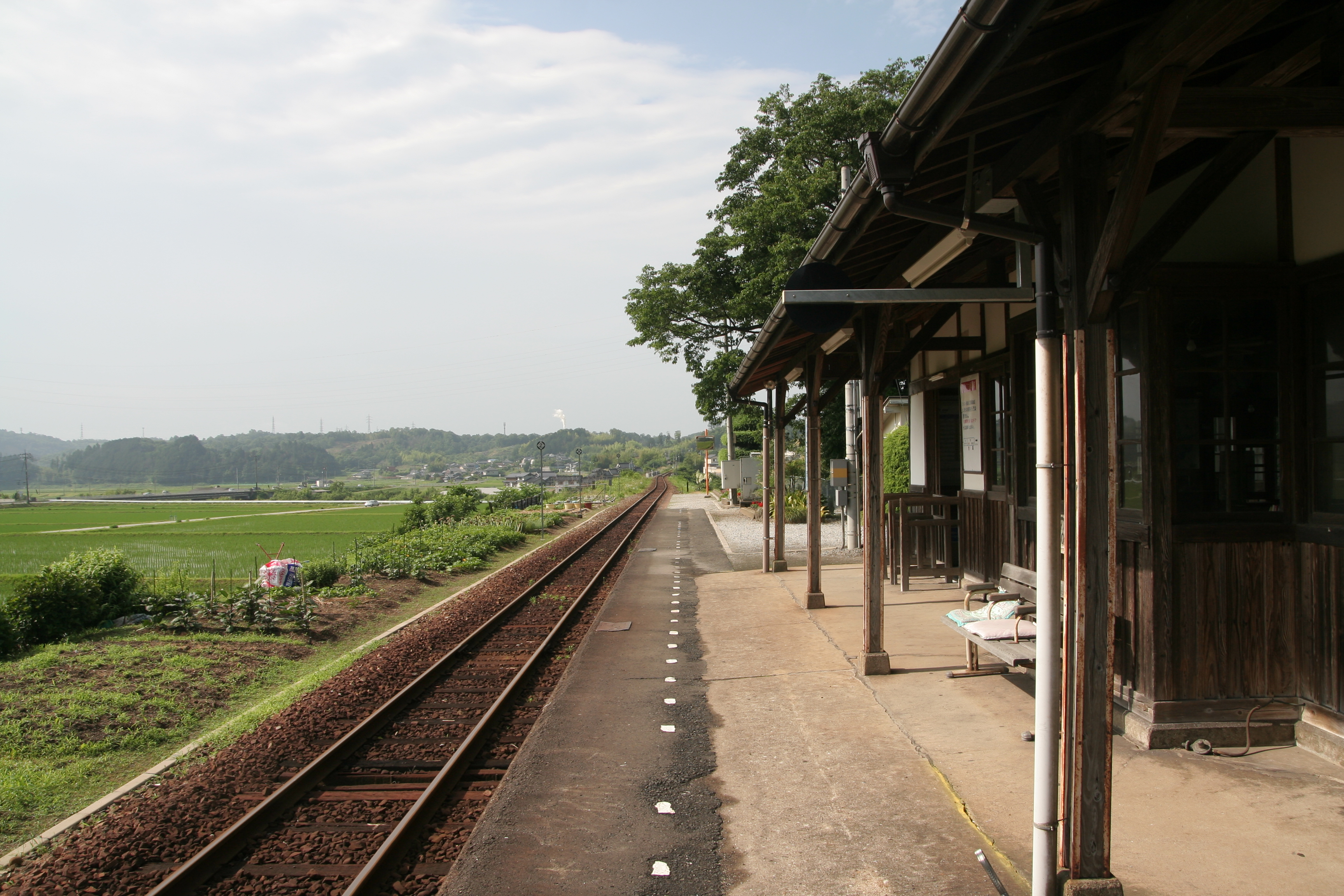
構内（2009年6月）

津山方面に向かって右側に単式ホーム1面1線を有する地上駅（停留所）。木造駅舎を備える。
戦前に建築された古い木造平屋作りの駅舎は2008年11月に登録有形文化財に登録された。
津山駅管理の無人駅。以前は駅前のJAつやま神滝営業所に簡易委託され、乗車券を販売していた。
駅舎北側には、以前貨物取扱駅であった頃の建造物が現存しており、側線跡の他貨物ホームと上屋が現存している。

## 利用状況
近年の1日平均乗車人員の推移は以下の通り。
| 乗車人員推移 | 乗車人員推移 |
| 年度         | 1日平均人数  |
| ------------ | ------------ |
| 1999         | 94           |
| 2000         | 78           |
| 2001         | 67           |
| 2002         | 60           |
| 2003         | 55           |
| 2004         | 52           |
| 2005         | 54           |
| 2006         | 54           |
| 2007         | 48           |
| 2008         | 51           |
| 2009         | 56           |
| 2010         | 61           |
| 2011         | 52           |
| 2012         | 63           |
| 2013         | 59           |
| 2014         | 56           |
| 2015         | 41           |
| 2016         | 39           |
| 2017         | 35           |
| 2018         | 30           |
| 2019         | 34           |
| 2020         | 37           |
| 2021         | 34           |
| 2022         | 31           |

## 駅周辺
- 滝尾郵便局
- 清泉公民館
- 津山市立清泉小学校
- 岡山県道・鳥取県道6号津山智頭八東線
- 岡山県道348号堀坂勝北線

## その他
- 映画『男はつらいよ 寅次郎紅の花』（1995年公開）：冒頭シーンで寅さんが降り立つ駅の撮影に用いられた[7]。駅前には映画の撮影を記念した碑も建てられている。
- ミュージックビデオ 乃木坂46「僕たちのサヨナラ」(2023年2月17日公開) ：メンバーの秋元真夏が列車から降り立つシーンで用いられた。

## 隣の駅
西日本旅客鉄道（JR西日本）
 因美線
■快速
通過
■普通
三浦駅 - 美作滝尾駅 - 高野駅